# Золотые монеты Петра I

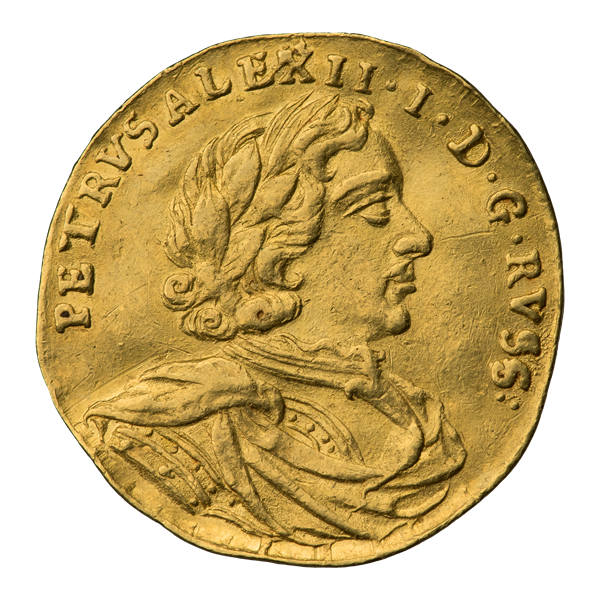
Портрет Петра I на аверсе золотого червонца 1716 года

Золотые монеты Петра I — монеты Русского царства и Российской империи, отчеканенные из золота во времена правления Петра I.
Укрепление связей и увеличение объёмов торговли с европейскими государствами побудили царя в ходе денежной реформы ввести в обращение монеты из золота. Благодаря этому в России впервые появились расчётные, а не донативные золотые монеты.
Первыми такими монетами в 1701 году стали золотые червонцы без номинала, по пробе и весу аналогичные европейскому дукату. На аверсе размещался портрет Петра I, на реверсе двуглавый орёл, отличием от дукатов были отчеканенные кириллические надписи. Из-за невыгодного курса на ввоз европейского золота, Россия покупала его в Китае.
В 1716 году для заграничной поездки царя была отчеканена партия золотых червонцев с латинскими надписями, это был беспрецедентный случай. Во время путешествия по Европе посольство Петра расплачивались в том числе и такими червонцами.
С 1718 года началась чеканка золотых монет номиналом 2 рубля. Сырьём для них служили переплавленные дукаты и иностранное золото. Аверс сохранил общие черты, а на реверсе двухрублёвиков стали чеканить покровителя России, христианского святого Андрея Первозванного. При большей массе, но меньшей пробе содержание чистого золота в друхрублёвиках было ниже, чем в червонцах.

## Причины появления
Необходимость в золотых монетах стала ощущаться во время реформ Петра I. В частности, серебряная монета как расчётная единица была слишком мелкой для крупных сделок с зарубежными торговцами и неудобной при расчётах. Новая система и новые монеты должны были способствовать укреплению абсолютной монархии, на большом поле новых монет стало принятым размещать портрет монарха, государственный герб и развёрнутую легенду. Также возросший престиж России требовал изменения устаревшей денежной системы, не вызывающей большого доверия у иностранцев. В ходе проводимой денежной реформы в обороте как высшая расчётная единица появилась золотая монета. Была налажена регулярная чеканка таких монет для торговых операций, в это же время появились специальные наградные золотые и серебряные медали (в допетровскую эпоху их функции выполняли специально отчеканенные наградные монеты).

## Виды монет

### Червонцы
В 1701 году в России была начата чеканка новой денежной единицы — червонца. Это была первая ходячая золотая монета в истории России. Её прототипом стал европейский дукат, известный в России ещё с XV века. Российский червонец по своему весу (3,458 г) и пробе (986-я метрическая) соответствовал голландскому дукату. Помимо одинарных червонцев чеканились так называемые двойные: для их изготовления использовали тот же штемпель, но с двойной заготовкой, соответственно их вес был в два раза больше, однако чеканились они крайне редко.
Добыча золота в рудниках на территории России была незначительной, государство всячески способствовало поиску и разработке новых золотых месторождений, однако этого оставалось недостаточно и золото приходилось покупать за границей. Подавляющее количество золота для переплавки в червонцы было куплено и ввезено через Сибирский приказ из Китая. Ввозимый золотой песок, упакованный в коробочки весом 3⁄4 фунта, стали называть коробчатым золотом. В начале XVIII в Европе пара серебро–золото торговалась в соотношении 14–15 к 1, а в России в пропорции 13 к 1. По этой причине было выгодно вывозить золото из России в Европу и продавать его там. Вывоз золота и других драгоценных металлов из страны был под запретом, что не мешало промышлять этим иностранным купцам. Невыгодность курса ограничивала поступление золота из Европы. П. П. Винклер, ссылаясь на Вебера, пишет об истории, связанной с легендой на русских монетах. Вводя монету по образцу европейской, на ней чеканилась легенда на славянском языке. Петру заметили, что такая монета не будет приниматься за границей, предложив чеканить легенду латинскими буквами хотя бы с одной стороны. Царь отвечал, что скорее «скажет спасибо тому, кто укажет ему способ, как сохранить монету в государстве, а не тому, кто научит, как бы скорее выпустить её из него». Петру была близка идея самобытности монеты и доступности надписей на ней для русских людей. Впрочем, идея червонца с легендой на латыни получила жизнь в 1716 году, когда были отчеканены червонцы с латинскими надписями.
Червонцы 1710 и 1711 годов демонстрировали положение России как морской державы: на реверсах таких монет в клювах и лапах двуглавого орла чеканились четыре карты как символ господства на четырёх морях — Белом, Балтийском, Каспийском и Азовском. До 1711 года червонцы чеканились только на Кадашевском монетном дворе, но начиная с 1712 их начал чеканить Красный монетный двор.
Все червонцы, отчеканенные в период с 1701 по 1718 годы имеют большое количество как существенных, так и более мелких разновидностей, однако основные черты сохраняются на протяжении всех лет производства. Аверс монет неизменно украшает портрет русского царя Петра I в профиль, взгляд всегда направлен вправо, неизменным атрибутом является лавровый венок на голове. Основное пространство поля реверса монет занимает двуглавый орёл с расправленными крыльями, увенчанный тремя коронами, в лапах он держит скипетр и державу. Все петровские червонцы имели гладкий гурт. Несмотря на то, что уже при царе Алексее Михайловиче на ефимках с надчеканом и некоторых наградных золотых монетах чеканились даты, обозначаемые арабскими цифрами, на червонцах даты были обозначены кириллическими буквами вплоть до 1709 года. Композиционно червонцы имеют сходство с австрийским дукатом, где на аверсе расположен погрудный профильный портрет императора Леопольда I с круговой надписью, а на реверсе — герб Священной римской империи, двуглавый орёл.
В каталоге «Монеты России» В. В. Узденикова идёт упоминание одинарных и двойных червонцев, чеканящихся в периоды с 1701 по 1703, в 1706, 1707, 1710–1714 годах, однако А. И. Юхт замечает, что не за все указанные Уздениковым годы имеются сведения о чеканке монет. Он же, ссылаясь на архивы ЦГАДА, приводит данные о крупных объёмах выпуска червонцев до 1718 года: 1701, 1704, начало 1712, конец 1712 – середина 1714 годов. Чеканка одного червонца из коробчатого золота в 1701 году обошлась российской казне в 1 рубль 14 копеек, в 1704 эта цифра составила примерно 1 рубль 30 копеек, а в 1712 году выплавить и отчеканить один червонец государственной казне стоило уже 1 рубль 90 копеек.
Особенностью червонца было то, что он не имел номинала. Причиной этому стала неустойчивость цен на золото при ведущем положении серебра. В обращении эти монеты стоили дороже, чем обходились казне. Цена на червонцы не была фиксированной, зависела от цен на золото и имела тенденцию к росту. Мнения исследователей относительно цены червонца в обороте разнятся. Так, экономист И. И. Кауфман считал, что в период с 1701 по 1711 годы казна продавала червонцы по 2 рубля 25 копеек за штуку. Историк-фалерист В. А. Дуров не соглашался с Кауфманом, считая такую цифру завышенной. Первоначальная цена, по которой червонцы предполагалось отпускать в приказы с монетного двора составляла 1 рубль 20 копеек, на деле же такая цена просуществовала не долго и начала стремительно расти, достигнув 2 рублей с копейками. Это мнение подтверждается в труде «История Российская» В. Н. Татищева, где автор обозначает цену на один червонец в 1713 и 1716 годах в 2 рубля. Позже, попытки монетной канцелярии и Сената навести справки о выпуске червонцев в петровское время не увенчались успехом.

#### С латинскими надписями
Для платежей в путешествии Петра по Европе в 1716 году были отчеканены червонцы с портретом царя, российским гербом и круговыми латинскими надписями. Новые монеты стали демонстрацией иностранцам прогресса России в монетной чеканке. Например, в «Книге расходной кабинетным суммам 1716 года» подробно расписано, на что тратились деньги в заграничной поездке царя; в частности упоминаются червонцы. Червонцы тратились на самые разные нужды. Например, в записи от начала мая отмечено: «В Штетине же дано хозяйке, у которой стоял его величество, 3 червонные; дано конюху коменданта Штетинского, который… приводил лошадь для езды его величеству, 2 червон[ных]». Или в записи от 16 мая: «Французу Вернезберу на проезд до Питербурха от Шверина 25 червон[ных]».
Эта монета Петра I так и осталась единственным типом российской золотой монеты с латинскими надписями. Известно, что в Российской империи с перерывами с 1735 по 1867 годы полулегально чеканили голландские червонцы с латинской легендой. Ими в числе прочих расплачивались представители династии Романовых в путешествиях по Европе.

### Два рубля
В феврале 1718 года изменилась стопа и проба золотых монет. На смену червонцам без номинала пришли золотые двухрублёвики 75-й золотниковой пробы (781-й метрической), с массой 4,095 г и диаметром около 20 мм. По массе новые монеты были близки золотнику. На аверсе монеты осталось изображение самодержца в профиль с лавровыми венками на голове и круговой надписи, реверс же — изображение христианского святого Андрея Первозванного с андреевским крестом и круговой надписи с указанием номинала. Незадолго до Северной войны царь учредил Орден Святого Андрея Первозванного, а флаг с андреевским крестом сделал флагом русского флота. Став покровителем России, незадолго до окончания Северной войны апостол Андрей появился на монетах. Такие монеты стали называться андреевскими золотыми или андреевскими двухрублёвиками.
По-видимому, такой шаг был предпринят с целью экономии недостающего золота и увеличения доходов казны, так как цены на коробчатое золото резко выросли. Однако это было отступлением от европейского стандарта и для международных торговых сделок по-прежнему требовались дукаты, тогда как двухрублёвые монеты больше подходили для внутреннего обращения. Вместо подорожавшего китайского золота сырьём для двухрублёвиков служили переплавленные европейские дукаты, а также другое покупное и «доимочное» золото. Главным источником золота для переплавки были пошлинные и другие сборы (60,7 %), другим крупным источником являлась покупка золота (28,8 %). В период с 1719 по 1726 годы на переплавку было отправлено 30 993 иностранных дуката, из них было выплавлено 455,88 кг золота. При жизни Петра было отчеканено 316 846 золотых двухрублёвиков, сумма стоимости которых составила 633 692 рублей. Небольшой масштаб чеканки золотой монеты стал причиной относительно небольшой прибыли казны — 57 566 рублей за 1718–1726 годы.
Чеканка золотых двухрублёвиков продолжилась при Екатерине I и Петре II.